# Cabanes d'Ascó
Les Cabanes d'Ascó és una obra d'Ascó (Ribera d'Ebre) inclosa a l'Inventari del Patrimoni Arquitectònic de Catalunya.

## Descripció
Construccions que es localitzen en antigues feixes de conreu. Generalment, són de planta quadrangular i es troben adossades a un marge. Són fetes de pedra seca, de vegades lligades amb fang. S'hi accedeix per una porta amb llinda monolítica. Les cobertes eren fetes de canyís i teula àrab, tot i que moltes han estat substituïdes per teulats d'uralita.

## Història
D'origen antic, s'aprofità per la seva construcció el material que hi havia a l'abast.